# Тинтиннабулум

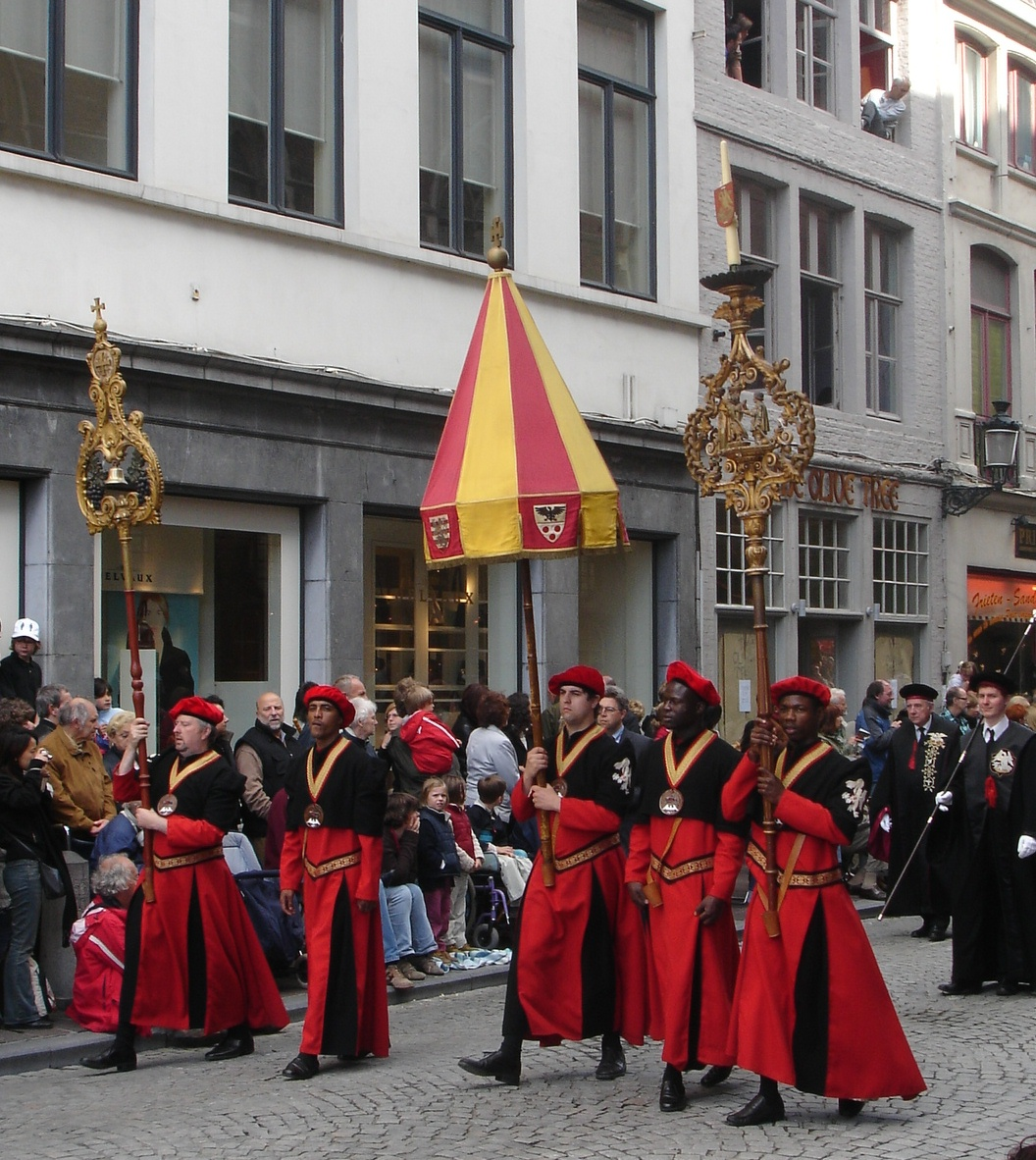
Tintinnabulum і canopeum під час процесії у Брюгге

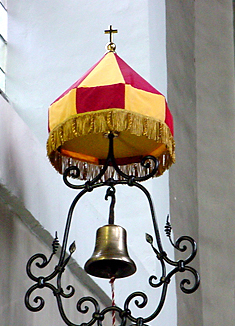
Символи Малої базиліки

Тинтиннабулум (лат. tintinnabulum) — літургійний дзвоник, бубонець, прикріплений до позолоченої рами на палицю. Разом з умбракулумом, жовто-червоною шовковою парасолькою, символізує базиліку (Basilica minor).
Під час процесії тінтіннабулум носять перед умбракулумом, під час богослужіння знаходиться на чоловічій стороні вівтаря (ліворуч при погляді на вівтар).

### Ресурси Інтернету
- Вікісховище має мультимедійні дані за темою: Тинтиннабулум
- Items of Papal Significance
- Church's 'rich history' reflected in insignia [Архівовано 22 квітня 2014 у Wayback Machine.]